# Hipoteza dopaminowa schizofrenii
Hipoteza dopaminowa schizofrenii – teoria, tłumacząca objawy schizofrenii nieprawidłową aktywnością szlaków dopaminergicznych w mózgu. Objawy pozytywne (wytwórcze) w myśl tej teorii spowodowane są nadmierną aktywnością w mezolimbicznym szlaku dopaminergicznym, natomiast objawy poznawcze i niektóre objawy negatywne mogą być wywołane obniżeniem aktywności dopaminergicznej w projekcjach mezokortykalnych do grzbietowo-bocznej kory przedczołowej (DLPFC). Objawy afektywne i pozostałe objawy negatywne wiązane są z obniżeniem aktywności dopaminergicznej w projekcjach mezokortykalnych dochodzących do brzuszno-przyśrodkowej kory przedczołowej (VMPFC). Pozostałe szlaki dopaminergiczne (nigrostriatalny, guzkowo-lejkowy i wzgórzowy) działają względnie prawidłowo.
Teoretyczne podstawy hipotezy dopaminowej stanowiło odkrycie Arvida Carlssona, że neuroleptyki wywierają swoje działanie blokując receptory dla monoamin. Po stwierdzeniu, że dokładnie chodzi tu o dopaminę, jako pierwszy hipotezę dopaminową sformułował Jacobus Maria Van Rossum w 1966 roku. Poparcie hipotezy stanowiły obserwacje psychoz wywołanych przez substancje stymulujące (amfetaminę, kokainę), działające przez zwiększenie stężenia dopaminy. Późniejsze badania wykazały, że w niektórych obszarach mózgu aktywność dopaminergiczna jest obniżona, co doprowadziło do rewizji hipotezy dopaminowej. W 2009 roku Howes i Kapur uzupełnili zmodyfikowaną hipotezę dopaminową o nowe odkrycia, przedstawiając jej „trzecią wersję”. Niektórzy autorzy wskazują, że zebrano jedynie pośrednie dowody na jej prawdziwość.